# Palazzo Cappa Cappelli
Palazzo Cappa Cappelli, anche noto come Palazzo Cappelli, è un palazzo storico dell'Aquila.

## Storia
Fu edificato nel corso della ricostruzione cittadina successiva al terremoto del 1703 che rivoluzionò l'asse di corso Vittorio Emanuele con la realizzazione di numerosi interventi di edilizia civile. Il palazzo si insediò al posto di un preesistente palazzo Ciampella, di cui vi sono poche testimonianze, stretto tra le aree di proprietà delle storiche famiglie dei Pica (a monte) e Rustici (a valle).

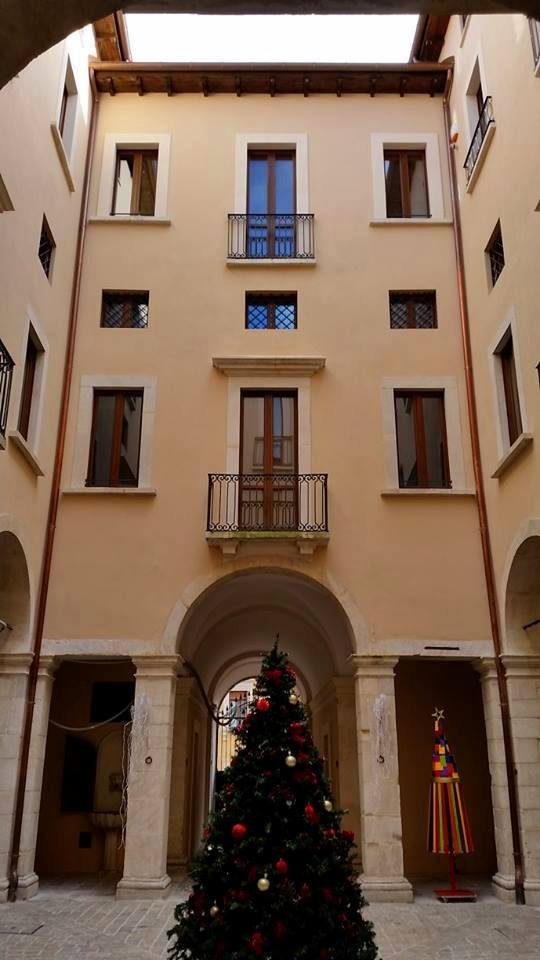
Cortile del palazzo.

Appartenne nella prima metà del XIX secolo ai marchesi Antonini e, successivamente, al marchese Francesco Cappelli che ne fu il proprietario storico, da cui il nome di palazzo Cappelli con cui ancora oggi ci si riferisce all'edificio. Infine andò in eredità alla famiglia Cappa, con cui i Cappelli sono legati da vincoli di parentela.

## Descrizione
Palazzo Cappa Cappelli è posto nel pieno centro della città, a poca distanza da piazza del Duomo, con la facciata principale rivolta verso corso Vittorio Emanuele. Sul retro, il palazzo si apre su largo Silvestro dall'Aquila — spazio popolarmente conosciuto come piazzetta del Sole — che un tempo costituiva un cortile privato; successivamente all'esproprio, il prospetto retrostante fu modificato con la chiusura, mediante vetrate, delle balconate che si affacciavano sulla piazza.
L'edificio, che presenta richiami all'architettura neorinascimentale ed è vincolato dalla Soprintendenza, è stato lesionato dal sisma del 2009 e restaurato a partire dal 2013. I lavori si sono conclusi nel 2015 e sono costati circa 9 milioni di euro.